# باطمان (وحدة)
الباطمان هي وحدة وزنية كانت تستخدم في الدولة العثمانية.
يختلف مقدارها حسب الزمان والمكان. فقد يساوي 3 كيلوگرامات وقد يساوي ما يقرب من 200 كيلوگرام. وقد نص القرار الصادر في الدولة العثمانية في 29 شوال 1298 هـ على أن الباطمان الواحد يعادل 10 كيلوگرامات.